# جاده ئی۶۶ اروپا

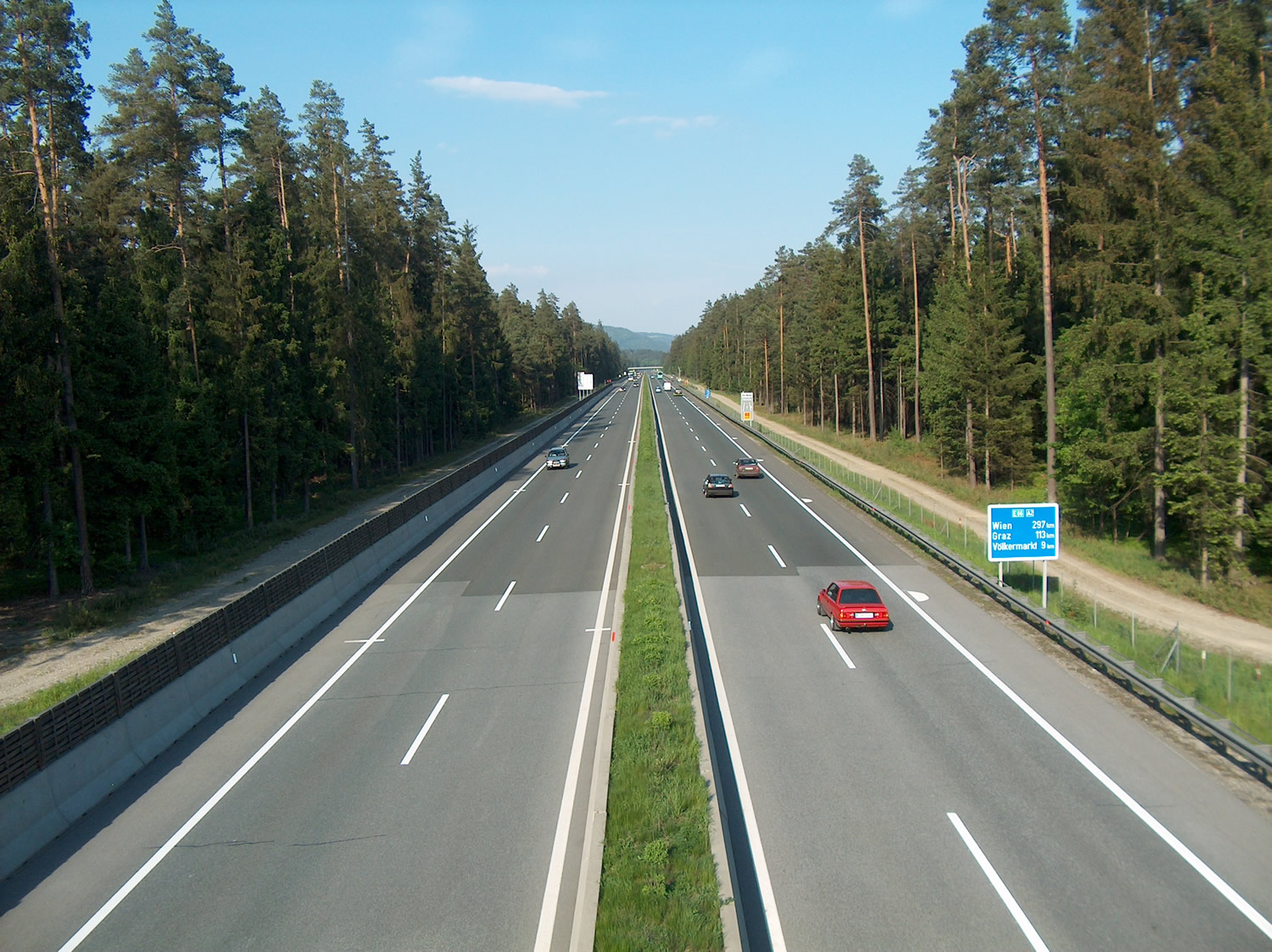
جاده ئی۶۶ اروپا در اتریش

جاده ئی۶۶ اروپا (به انگلیسی: European route E66) یکی از جاده‌های اصلی قاره اروپا است.
این جاده که از شهر فرانزنس‌فسته (ایتالیا) شروع شده، در شهر سکش‌فهروار (مجارستان) به پایان میرسد و مسافت آن ۶۵۱ کیلومتر است.